# Семирадзкий, Юзеф
Юзеф Семирадзкий (пол. Józef Siemiradzki; 28 марта 1858, Харьков — 12 декабря 1933, Варшава) — польский геолог и палеонтолог, приват-доцент (с 1887), экстраординарный профессор (с 1894 без ставки, с 1901), профессор (1906—1932) университета Яна Казимира во Львове, ректор (1926—1927). Исследователь палеозоя на Подолье.
В ноябре 1918, во время польско-украинской войны, с карабином в руке был одним из первых организаторов польской Гражданской милиции, за что отмечен Крестом Обороны Львова и Крестом Храбрых.
Командор Ордена Возрождения Польши (1929).
Двоюродный брат известного художника Генрика Гектора Семирадского.

## Избранные работы
Репортажи из путешествий:
- «От Варшавы до экватора. Впечатления от путешествия по Южной Америке 1882-83 гг.» (1885 г., возобновлено в 2014 г.)
- «Через море! Очерки из поездки в Бразилию» (1894 г.)

Учебники:
- «Геология польских земель» (том 1 — 1903 г., том 2 — 1909 г.)
- «Польские ископаемые продукты» (1922 г.)
- «О чём говорят камни?» 1929 г.

Справочник «Геология польских земель» (I—II, 1903—1909 гг.), в котором место посвящено тем украинским землям, которые входили в состав исторической Польши.